# Victor Wolfgang von Hagen
Victor Wolfgang von Hagen, noto anche come Victor W. von Hagen (Saint Louis, 29 febbraio 1908 – Cavriglia, 8 marzo 1985), è stato un esploratore, storico, archeologo, antropologo e autore di libri di viaggi statunitense.

## Biografia
Esplorò il Sudamerica assieme alla moglie. Specie negli anni tra il 1940 e il 1965 pubblicò un gran numero di libri sulle antiche popolazioni degli Inca, dei Maya e degli Aztechi.
Nei primi anni '50 intraprese un'esplorazione di due anni in Perù alla ricerca delle antiche strade Inca, riuscendo a trovare l'unico ponte sospeso Inca giunto fino a noi.
Von Hagen, negli ultimi anni della sua vita, si era stabilito in Italia, dapprima a Trevignano Romano e poi in provincia di Arezzo: si interessò anche di antichità italiane.
Morì a sua casa di Montegonzi, frazione di Cavriglia in provincia di Arezzo, nella notte tra il 7 e l'8 marzo 1985 .
Sua figlia, Adriana von Hagen, è co-direttore di un museo a Leymebamba (Perù).

## Opere
- Alexander von Humboldt
- Off With Their Heads (1937)
- Ecuador the Unknown (1938)
- The Tsátchela Indians of Western Ecuador (1939)
- The Galapagos Islands and Charles Darwin: Notes on an Exhibition at the Bancroft Library (1939)
- Quetzal Quest - The Story of the Capture of the Quetzal, the Sacred Bird of the Aztec and the Mayas (1939)
- Jungle in the Clouds (1940)
- Riches of South America (New World Neighbors) (1941)
- Riches of Central America (New World Neighbors) (1942)
- Paper and Civilization (Scientific Monthly, vol. 57, 1943)
- Mexican Papermaking Plants (Journal of the New York Botanical Gardens, vol. 44, 1943)
- The Jicaque Indians of Honduras (1943)
- The Aztec and Maya Papermakers (1943)
- South America Called Them: Explorations of the Great Naturalists: La Condamine, Humbolt, Darwin, Spruce (1945)
- South American Zoo (1946)
- F.Catherwood 1799-1854 - Architect-Explorer of Two Worlds (1946)
- Maya Explorer: John Lloyd Stephens and the Lost Cities of Central America and Yucatán (1947)
- The Green World of the Naturalists - A Treasury of Five Centuries of Natural History in South America (1948)
- A Guide to Lima, the Capital of Peru (Guides to Peru) (1949)
- A Guide to Cusco (Guides to Peru) (1949)
- A Guide to Sacsahuaman: The Fortress of Cusco (Guides to Peru) (1949)
- Ecuador and the Galápagos Islands: A History (1949)
- Frederick Catherwood, Architect (1950)
- Huancayo and Ayacucho (His Guide to Peru) (1950)
- A Guide to Guayaquil (Guides to Ecuador) (1950)
- A Guide to St Vincent (1950)
- A Guide to Machu Picchu (Guides to Peru) (1952)
- The Four Seasons Of Manuela. A Biography. The Love Story of Manuela Sàenz and Simòn Bolivar (1952)
- Highway of the Sun (1955) - about an expedition of discovery of the ancient roads of the Inca
- A Guide to Cusco and Machu Picchu (Guides to Peru) (1956)
- Realm of the Incas (1957)
- The Aztec: Man and Tribe (1958)
- A Guide to Sacsahuaman: Ollontay-Tambo and Pisac (1958)
- The World of the Maya (1960)
- Maya, Land of the Turkey and the Deer (1960)
- Ancient Sun Kingdoms of the Americas: Aztec, Maya, Inca (1961) [Antichi imperi del sole nelle Americhe, Mondadori, 1963]
- The Incas: People of the Sun (1961)
- A Chronological Chart of Pre-Columbian Indian Cultures of the Americas and World Events (1962)
- The Desert Kingdoms of Peru (1965)
- Roman Roads (1966)
- Roads that Led to Rome (1967)
- The Gold of El Dorado: The Quest for the Golden Man (1968)
- The Incas of Pedro De Cieza De Leon (1970)
- Search for the Maya: The Story of Stephens and Catherwood (1973)
- The Germanic People in America (1976)
- The Royal Road of the Inca (1976) [La strada reale degli Incas, Rizzoli, 1977]
- Jicaque (1977)
- The Sun Kingdom of the Aztecs (1977)
- Cuzco and Machu Picchu (1979) ABC Pocket Guide
- Capac ñan, Schicksalsstrasse der Inkas